# 铁佛塘镇
铁佛塘镇，是中华人民共和国四川省南充市南部县下辖的一个乡镇级行政单位。2019年10月，撤销碧龙乡，将其所属行政区域划归铁佛塘镇管辖。

## 行政区划
铁佛塘镇下辖以下地区：
马鞍村、三清村、国公村、黄桷店村、后地村、铁佛塘村、石桥铺村、贾家店村、贾坪村、杏儿村、石坷垭村和公山庙村，邓家嘴村、铁炉沟村、干柴垭村、五台山村、许家桥村、贾石桥村、高阳寺村、落宝店村、张家山村、袁家楼村、荃子山村、刘房嘴村、拦田沟村和大佛沟村。